# 阿久根市立鶴川内中学校
阿久根市立鶴川内中学校（あくねしりつつるかわうちちゅうがっこう）は、鹿児島県阿久根市鶴川内にある市立中学校。

## 概要
阿久根市のほぼ中部に位置する中学校であり、校区は鶴川内小、田代小の全域及び、折多小、脇本小の各一部から構成されている。全校生徒44名が在籍しており、各学年1学級から構成されている。

## 沿革
- 1947年（昭和22年） - 阿久根町立鶴川内中学校が設置されるが、校舎が完成していなかったため、鶴川内小、折多小に分散して授業を行う。また、同時に田代小に田代分校を併設[2]。
- 1949年（昭和24年） - 校舎が完成。
- 1952年（昭和27年） - 阿久根町が市制施行し、阿久根市となったのに伴い、阿久根市立鶴川内中学校に改称。
- 1988年（昭和63年） - 阿久根市立田代中学校を統合[2]。

## 通学区域
鶴川内中学校の通学区域は以下の大字の区域が指定されている。
- 鶴川内の一部
- 山下の一部
- 多田の全域
- 脇本の一部